# David Houston
Charles David Houston (9 de diciembre de 1935 - 30 de noviembre de 1993)  fue un cantante estadounidense de música country. Alcanzó gran popularidad entre mediados de los años 1960 y principios de los años 1970. 
Su mayor éxito se produjo en 1966, cuando su grabación de " Almost Persuaded " con la que logró encabezar la lista Hot Country Songs de Billboard durante nueve semanas y le valió a Houston dos premios Grammy .

## Biografía
Houston nació en Bossier City en el noroeste de Luisiana.  Era descendiente de Sam Houston, el primer presidente de la República de Texas y del general confederado Robert E. Lee.  Su padrino fue el cantante pop de los años 20 Gene Austin.  Al igual que Austin, Houston vivió brevemente cuando era joven en una casa en la intersección de las calles Marshall y Goodwill en Minden, sede de la parroquia de Webster Parish en el noroeste de Luisiana. Otro músico de Minden, Tommy Tomlinson, colaboró con Houston en el sencillo "Mountain of Love".
Houston fue uno de los primeros artistas de la National Recording Corporation en Atlanta (Georgia). En 1963, saltó a la fama a nivel nacional con "Mountain of Love". La canción, que era diferente de la melodía que hicieron famosa el compositor Harold Dorman, Johnny Rivers y Charley Pride, ascendió al número dos en la lista Hot Country Songs de Billboard, al igual que "Livin' in a House Full of Love" (1965). 
En 1966, Houston grabó " Almost Persuaded ", que trata la historia de un hombre casado que logra resistir las tentaciones de una prostituta que conoce en una taberna. La grabación de Houston alcanzó rápidamente el número uno en agosto y finalmente pasó nueve semanas en la cima de la lista Hot Country Songs de Billboard .  Durante 46 años, ninguna canción tuvo tan buen desempeño hasta que Taylor Swift igualó su récord de nueve semanas el 15 de diciembre de 2012, con " We Are Never Ever Getting Back Together ".
Houston recibió dos premios Grammy a la mejor grabación country y a la mejor interpretación country masculina en 1967 por "Almost Persuaded", que fue el primero de una serie de sencillos de éxito de Houston hasta 1973, incluidos seis números uno más: " With One Exception ". y " You Mean the World to Me " (1967); " Have a Little Faith " y " Already It's Heaven " (1968); " Baby, Baby (I Know You're a Lady) " (1970) y el dúo " My Elusive Dreams " de 1967 con Tammy Wynette.  En años posteriores, Houston cantó a dúo con Barbara Mandrell en varios de sus primeros éxitos, en particular "After Closing Time" de 1970 y "I Love You, I Love You" de 1972. El último éxito country de Houston en el Top 10 fue "Can't You Feel It", de 1974, aunque continuó grabando discos hasta 1989 
Houston murió de un aneurisma cerebral el 30 de noviembre de 1993 en Bossier City, una semana antes de cumplir 58 años.  En sus últimos años había estado residiendo en el suburbio de Kenner en Nueva Orleans .

## Discografía

### Álbumes
| Año                                      | Álbum                                           | Posicionamiento en listas | Posicionamiento en listas | Sello     |
| Año                                      | Álbum                                           | Top Country Albums        | Billboard 200             | Sello     |
| ---------------------------------------- | ----------------------------------------------- | ------------------------- | ------------------------- | --------- |
| 1964                                     | New Voice from Nashville                        | —                         | —                         | Epic      |
| 1965                                     | Twelve Great Country Hits                       | —                         | —                         | Epic      |
| 1966                                     | Almost Persuaded                                | 1                         | 57                        | Epic      |
| 1967                                     | A Loser's Cathedral                             | 12                        | —                         | Epic      |
| 1967                                     | Golden Hyms                                     | —                         | —                         | Epic      |
| 1967                                     | My Elusive Dreams (with Tammy Wynette)          | 11                        | —                         | Epic      |
| 1967                                     | You Mean the World to Me                        | 3                         | —                         | Epic      |
| 1968                                     | David Houston's Greatest Hits                   | 20                        | —                         | Epic      |
| 1968                                     | Already It's Heaven                             | 9                         | —                         | Epic      |
| 1969                                     | Where Love Used to Live / My Woman's Good to Me | 27                        | —                         | Epic      |
| 1969                                     | David                                           | 14                        | 143                       | Epic      |
| 1970                                     | Baby, Baby                                      | 7                         | 194                       | Epic      |
| 1970                                     | The World of David Houston                      | 35                        | —                         | Epic      |
| 1970                                     | Wonders of the Wine                             | 13                        | 170                       | Epic      |
| 1971                                     | A Woman Always Knows                            | 22                        | 218                       | Epic      |
| 1971                                     | David Houston's Greatest Hits, Volume II        | 21                        | —                         | Epic      |
| 1972                                     | The Day That Love Walked In                     | 14                        | —                         | Epic      |
| 1972                                     | A Perfect Match (with Barbara Mandrell)         | 38                        | —                         | Epic      |
| 1973                                     | The Many Sides of David Houston                 | 45                        | —                         | Epic      |
| 1973                                     | Good Things                                     | 17                        | —                         | Epic      |
| 1975                                     | A Man Needs Love                                | —                         | —                         | Epic      |
| 1976                                     | What a Night                                    | —                         | —                         | Epic      |
| 1977                                     | David Houston                                   | —                         | —                         | Starday   |
| 1978                                     | Best                                            | —                         | —                         | Gusto     |
| 1979                                     | From the Heart of Houston                       | —                         | —                         | Derrick   |
| 1980                                     | Next Sunday I'm Gonna Be Saved                  | —                         | —                         | Excelsior |
| 1981                                     | From Houston to You                             | —                         | —                         | Excelsior |
| "—" denotes releases that did not chart. |                                                 |                           |                           |           |

### Sencillos
| Año                                      | Título                                                       | Posicionamiento en lista | Posicionamiento en lista | Posicionamiento en lista | Álbum                                          |
| Año                                      | Título                                                       | Hot Country Songs        | Billboard Hot 100        | Canadá Country           | Álbum                                          |
| ---------------------------------------- | ------------------------------------------------------------ | ------------------------ | ------------------------ | ------------------------ | ---------------------------------------------- |
| 1963                                     | "Mountain of Love"                                           | 2                        | 132                      | —                        | New Voice from Nashville                       |
| 1964                                     | "Passing Through"                                            | 37                       | —                        | —                        | New Voice from Nashville                       |
| 1964                                     | "Chickashay"                                                 | 17                       | —                        | —                        | New Voice from Nashville                       |
| 1964                                     | "One If for Him, Two If for Me"                              | 11                       | —                        | —                        | New Voice from Nashville                       |
| 1964                                     | "Love Looks Good on You"                                     | 17                       | —                        | —                        | New Voice from Nashville                       |
| 1965                                     | "Sweet, Sweet Judy"                                          | 18                       | —                        | —                        | A Loser's Cathedral                            |
| 1965                                     | "Rose Colored Glasses"                                       | —                        | —                        | —                        | A Loser's Cathedral                            |
| 1965                                     | "Livin' in a House Full of Love"                             | 3                        | 117                      | —                        | Almost Persuaded                               |
| 1966                                     | "Sammy"                                                      | 47                       | —                        | —                        | single only                                    |
| 1966                                     | "Almost Persuaded"A                                          | 1                        | 24                       | —                        | Almost Persuaded                               |
| 1966                                     | "Where Could I Go? (But to Her)"                             | 14                       | 133                      | —                        | A Loser's Cathedral                            |
| 1966                                     | "A Loser's Cathedral"                                        | 3                        | 135                      | —                        | A Loser's Cathedral                            |
| 1967                                     | "With One Exception"                                         | 1                        | —                        | —                        | A Loser's Cathedral                            |
| 1967                                     | "You Mean the World to Me"                                   | 1                        | 75                       | 1                        | You Mean the World to Me                       |
| 1968                                     | "Have a Little Faith"                                        | 1                        | 98                       | 1                        | Already It's Heaven                            |
| 1968                                     | "Already It's Heaven"                                        | 1                        | —                        | 1                        | Already It's Heaven                            |
| 1968                                     | "Where Love Used to Live"                                    | 2                        | —                        | 1                        | Where Love Used to Live/ My Woman's Good to Me |
| 1969                                     | "My Woman's Good to Me"                                      | 4                        | —                        | 1                        | Where Love Used to Live/ My Woman's Good to Me |
| 1969                                     | "I'm Down to My Last 'I Love You'"                           | 3                        | —                        | 4                        | A Woman Always Knows                           |
| 1969                                     | "Baby, Baby (I Know You're a Lady)"                          | 1                        | —                        | 1                        | Baby, Baby                                     |
| 1970                                     | "I Do My Swinging at Home"                                   | 3                        | —                        | 4                        | Wonders of the Wine                            |
| 1970                                     | "Wonders of the Wine"                                        | 6                        | —                        | 5                        | Wonders of the Wine                            |
| 1971                                     | "A Woman Always Knows"                                       | 2                        | —                        | 1                        | A Woman Always Knows                           |
| 1971                                     | "Nashville"                                                  | 9                        | —                        | 24                       | David Houston's Greatest Hits, Volume II       |
| 1971                                     | "Home Sweet Home"                                            | 32                       | —                        | —                        | Good Things                                    |
| 1971                                     | "Maiden's Prayer"                                            | 10                       | —                        | 19                       | Good Things                                    |
| 1972                                     | "The Day That Love Walked In"                                | 18                       | —                        | 20                       | The Day That Love Walked In                    |
| 1972                                     | "Soft, Sweet and Warm"                                       | 8                        | —                        | 6                        | Good Things                                    |
| 1972                                     | "I Wonder How John Felt (When He Baptized Jesus)"            | 41                       | —                        | —                        | single only                                    |
| 1972                                     | "Good Things"                                                | 2                        | —                        | 3                        | Good Things                                    |
| 1973                                     | "She's All Woman"                                            | 3                        | —                        | 6                        | Good Things                                    |
| 1973                                     | "The Lady of the Night"                                      | 22                       | —                        | 95                       | single only                                    |
| 1974                                     | "That Same Ol' Look of Love"                                 | 33                       | —                        | —                        | A Man Needs Love                               |
| 1974                                     | "Can't You Feel It"                                          | 9                        | —                        | 13                       | A Man Needs Love                               |
| 1975                                     | "A Man Needs Love"                                           | 36                       | —                        | —                        | A Man Needs Love                               |
| 1975                                     | "I'll Be Your Steppin' Stone"                                | 40                       | —                        | 45                       | What a Night                                   |
| 1975                                     | "Sweet Molly" (with Calvin Crawford)                         | 69                       | —                        | —                        | What a Night                                   |
| 1975                                     | "The Woman on My Mind"                                       | 35                       | —                        | —                        | What a Night                                   |
| 1976                                     | "What a Night"                                               | 51                       | —                        | —                        | What a Night                                   |
| 1976                                     | "Lullaby Song"                                               | —                        | —                        | —                        | singles only                                   |
| 1976                                     | "Come on Down (To Our Favorite Forget-About-Her Place)"      | 24                       | —                        | —                        | singles only                                   |
| 1977                                     | "So Many Ways"                                               | 33                       | —                        | —                        | David Houston                                  |
| 1977                                     | "Ain't That Lovin' You Baby"                                 | 68                       | —                        | —                        | David Houston                                  |
| 1977                                     | "The Twelfth of Never"                                       | 98                       | —                        | —                        | David Houston                                  |
| 1977                                     | "It Started All Over Again"                                  | 56                       | —                        | —                        | Best                                           |
| 1978                                     | "No Tell Motel"                                              | 72                       | —                        | —                        | Best                                           |
| 1978                                     | "Waltz of the Angels"                                        | 51                       | —                        | —                        | From the Heart of Houston                      |
| 1978                                     | "Best Friends Make the Worst Enemies"                        | 46                       | —                        | —                        | From the Heart of Houston                      |
| 1979                                     | "Faded Love and Winter Roses"                                | 33                       | —                        | —                        | From the Heart of Houston                      |
| 1979                                     | "Let Your Love Fall Back on Me"                              | 57                       | —                        | —                        | From the Heart of Houston                      |
| 1979                                     | "Here's to All the Too Hard Working Husbands (In the World)" | 60                       | —                        | —                        | From the Heart of Houston                      |
| 1980                                     | "You're the Perfect Reason"                                  | 64                       | —                        | —                        | singles only                                   |
| 1980                                     | "Sad Love Song Lady"                                         | 78                       | —                        | —                        | singles only                                   |
| 1981                                     | "My Lady"                                                    | —                        | —                        | —                        | From Houston to You                            |
| 1981                                     | "Texas Ida Red"                                              | 69                       | —                        | —                        | From Houston to You                            |
| 1989                                     | "A Penny for Your Thoughts Tonight Virginia"                 | 85                       | —                        | —                        | single only                                    |
| "—" denotes releases that did not chart. |                                                              |                          |                          |                          |                                                |